# Andrea Bunjes
Andrea Bunjes (Holtland, 5 februari 1976) is een atleet uit Duitsland.
Bunjes nam deel aan de Olympische Zomerspelen van Athene in 2004 aan het onderdeel kogelslingeren.
- World Athletics: 14277234